# Fluo (singolo)
Fluo è un singolo del cantante Italiano Sangiovanni, pubblicato il 7 ottobre 2022.

## Descrizione
Il brano è stato scritto e composto dallo stesso cantante assieme a Tropico e ai produttori Simon Says e Zef.

## Accoglienza
Il brano ha ricevuto recensioni generalmente negative da parte dalla critica musicale, non rimasta colpita dalla produzione del brano.
Fabio Fiume di All Music Italia assegna al brano un punteggio di 5 su 10, scrivendo che «non regala assolutamente nulla di nuovo alla sua carriera ed in generale al mondo musicale; [...] il solito pezzo che scorre ma che lascia poco», rimanendo poco colpito dalla base musicale, definita «un insieme di già sentiti» e dalla voce del cantante, ritenuta «troppo lavorata» in fase di produzione.
Vincenzo Nasto di Fanpage.it ritiene che «il magic moment di Sangiovanni, [...] si sia bloccato, perdendo il suo flusso orizzontale tra il cantante e la sua musica; [...] diventato ormai l'ombra di ciò che aveva mostrato nei primi tempi della sua carriera». Nasto ritiene che «la produzione colpisce per l'estetica del brano, ma non per il suo contenuto musicale» trovandolo «un tentativo debole, che potrebbe segnare il cambio di direzione del cantante».
Gabriele Fazio dell'Agenzia Giornalistica Italia descrive il brano «funzionante ma dimenticabile, svolazzante, senza alcun peso specifico» trovandolo «tutto è tranne che fluo».

## Tracce
Testi di Giovanni Damian e Davide Petrella, musiche di Stefano Tognini.
1. Fluo – 2:55

## Classifiche
| Classifica (2022) | Posizione massima |
| ----------------- | ----------------- |
| Italia            | 78                |